# Andrea Grandoni
Andrea Grandoni (* 23. März 1997 in San Marino) ist ein san-marinesischer Fußballspieler.

## Karriere

### Verein
Von der San Marino Academy kommend, wechselte er erst zur Spielzeit 2015/16 zur ASD Savignanese sowie später zur Saison 2016/17 zum FC Ravenna von wo er danach für die Spielrunde 2017/18 auch für AC Juvenes/Dogana sowie teilweise ebenso für AC Marignanese als auch anschließend in den Kader von San Marino Calcio kam. Bei letzterem spielte er dann für gut ein halbes Jahr, bis er im Dezember 2018 wieder zurück zu Marignanese ging. Seit August 2020 steht er mittlerweile durchgehend bei La Fiorita unter Vertrag. Mit diesen gewann er bislang einmal die Meisterschaft und einmal den Pokal.

### Nationalmannschaft
Nach der U17 hatte er auch mit der U21 von San Marino über 2014 bis 2018 einige Einsätze in der Qualifikation für diverse Europameisterschaften.
Seinen ersten bekannten Einsatz für die A-Nationalmannschaft hatte er am 1. September 2017 während der Qualifikation für die Weltmeisterschaft 2018. Bei der 0:3-Niederlage gegen Nordirland stand er dabei in der Startelf. Nach weiteren Spielen hier kam er im nächsten Jahr auch in der Nations League zum Einsatz sowie später in der Quali für die Europameisterschaft 2020. Danach kam er noch nebst ein paar Freundschaftsspiele zu weiteren Einsätzen in der Qualifikation für die Weltmeisterschaft 2022 zum Einsatz. Nach Abschluss dieser Phase kamen nur noch ein paar Freundschaftsspiele sowie ein paar Partien in der Nations League im Jahr 2022 dazu. Hier erreichte er mit seinem Team zum Ende seiner Laufbahn sogar noch einmal zwei Unentschieden.